# Santiago Calatrava
Santiago Calatrava Valls (Benimámet, 28 luglio 1951) è un architetto, ingegnere e scultore spagnolo naturalizzato svizzero.

## Biografia
Santiago Calatrava nasce nei pressi di Valencia nel 1951, in un contesto culturale fortemente influenzato dall’arte e dall’architettura tradizionale mediterranea. Dopo una prima formazione presso la Scuola di Arti e Mestieri di Valencia, prosegue gli studi in architettura presso la Escuela Técnica Superior de Arquitectura della stessa città, laureandosi nel 1974. Nel corso della sua formazione, manifesta un interesse crescente verso le discipline scientifiche, che lo porta a iscriversi, nel 1975, al corso di ingegneria civile presso l’Eidgenössische Technische Hochschule (ETH) di Zurigo, dove consegue una seconda laurea e successivamente, nel 1981, il dottorato con una tesi intitolata Zur Faltbarkeit von Fachwerken, incentrata sulla possibilità di applicare modelli dinamici elastici all'architettura.
In questi anni Calatrava subisce l'influenza dello svizzero Le Corbusier, la cui cappella di Notre Dame du Haut gli permette di esaminare come le forme complesse possano essere generate in architettura. Questa doppia formazione — umanistica e scientifica — segna il suo approccio progettuale. In particolare, il periodo zurighese risulta determinante nell’avvicinamento al calcestruzzo come materiale principe della sintesi tra espressione e tecnica. La ricerca sulla deformabilità elastica e sulla leggerezza strutturale conduce Calatrava a vedere nel calcestruzzo armato una risorsa fondamentale per la realizzazione di architetture che siano al tempo stesso resistenti, duttili e capaci di assumere forme dinamiche. Già in questi anni, il giovane progettista individua nel getto in opera e nella precompressione strumenti operativi capaci di liberare il calcestruzzo dalle forme convenzionali, permettendo esplorazioni formali di grande libertà.
Nel 1981, dopo aver completato il dottorato, ha iniziato l'attività professionale di architetto e ingegnere aprendo uno studio a Zurigo. Il 10 dicembre 2011, papa Benedetto XVI lo ha nominato membro del Pontificio Consiglio della Cultura.

## Visione e approccio progettuale al calcestruzzo
Lo stile di Santiago Calatrava combina la concezione visuale dell'architettura all'interazione con i principi dell'ingegneria: i suoi lavori sono spesso ispirati alle forme e alle strutture che si trovano in natura.
Per quanto primariamente noto come architetto, Calatrava è anche scultore e pittore, e sostiene che l'architettura sia un combinare tutte le arti.
Da architetto, si limita il più delle volte a produrre degli schizzi realizzati ad acquarello, sulla base dei quali il personale del suo studio sviluppa il progetto architettonico e strutturale.
Il rapporto di Calatrava con il calcestruzzo si distingue per un approccio che unisce esigenze strutturali e intenzioni artistiche, in un equilibrio costante tra logica ingegneristica e tensione espressiva. Fin dai primi scritti, come raccolti nel volume Poetics of Movement (1996), emerge come egli consideri il calcestruzzo non soltanto un materiale da costruzione, ma un vero e proprio mezzo plastico, capace di tradurre nella materia i principi del movimento, della crescita organica e della trasformazione continua.
L’idea di "plasticità" del cemento armato assume in lui un significato profondo: il materiale, grazie alla sua capacità di essere modellato e scolpito in forme complesse, diventa strumento privilegiato per esprimere tensioni dinamiche e figurazioni ispirate alla natura. La flessibilità geometrica offerta dal getto in opera viene esplorata da Calatrava per creare strutture che sembrano sottrarsi alla gravità, enfatizzando il tema della leggerezza pur operando con un materiale massivo.
In numerose interviste, Calatrava ha sottolineato come l'ispirazione derivi spesso dall'anatomia umana e animale, intendendo il calcestruzzo come “scheletro” e “muscolo” dell’architettura, in una concezione quasi biologica della costruzione. Tale visione trova riscontro nella sua continua ricerca di sistemi statici innovativi, in cui la distribuzione delle forze segue principi naturali di equilibrio ed efficienza, proprio come accade nelle strutture ossee.
Questa attenzione alla componente organica del costruire si lega a una precisa strategia tecnologica: Calatrava predilige l’uso del calcestruzzo precompresso e del getto a vista, affinché il materiale non venga nascosto, ma esibito nella sua verità materica.
L’interesse per la resistenza alla compressione — studiato già durante il dottorato a Zurigo — si traduce nell’adozione di superfici tese, nervate o compresse, che guidano lo sviluppo delle forme architettoniche.

## Uso del calcestruzzo nelle opere di Santiago Calatrava

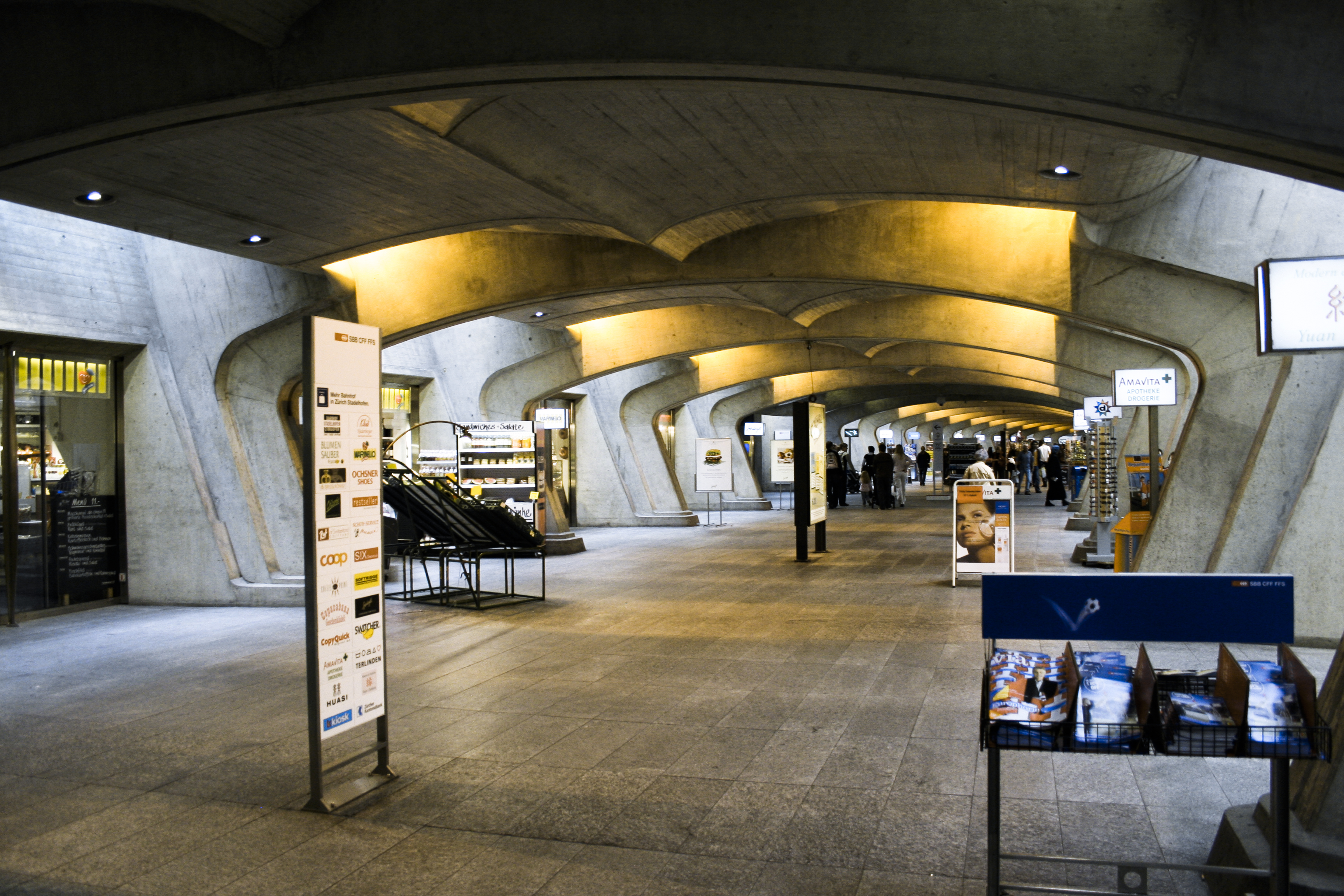
Stazione di Stadelhofena Zurigo

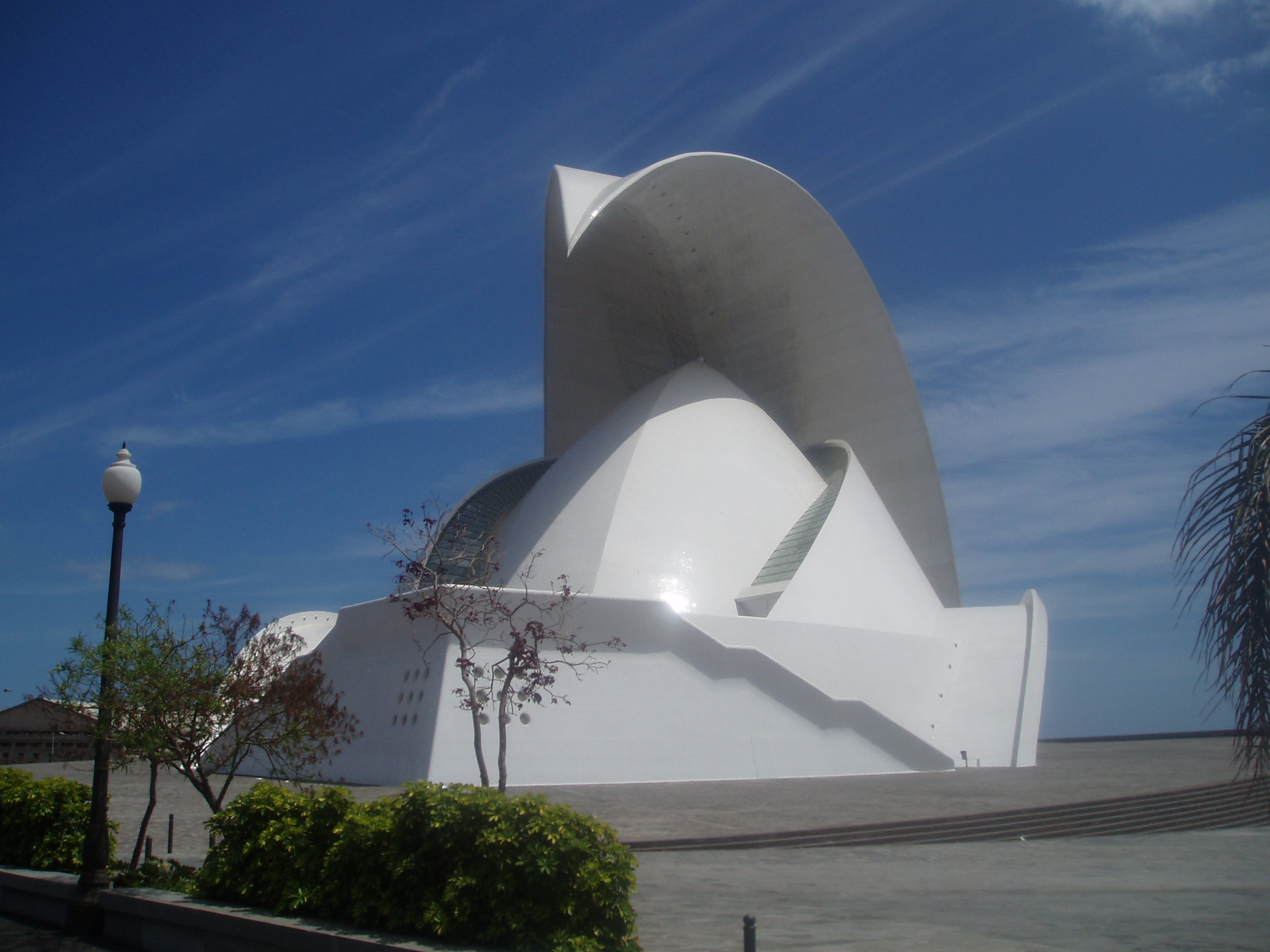
Auditorium di Tenerife (Canarie)

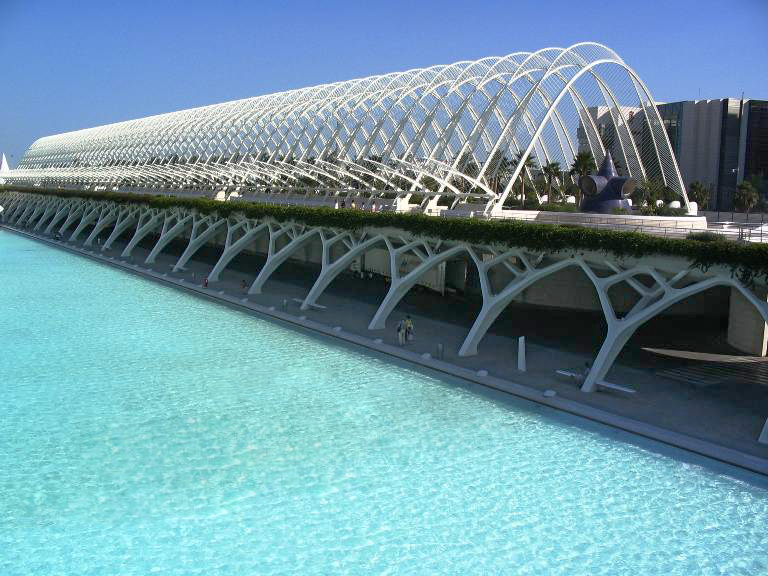
Calatrava è conosciuto per il suo design organico, come per L'Umbracle nella sua Ciutat de les Arts i les Ciències a Valencia

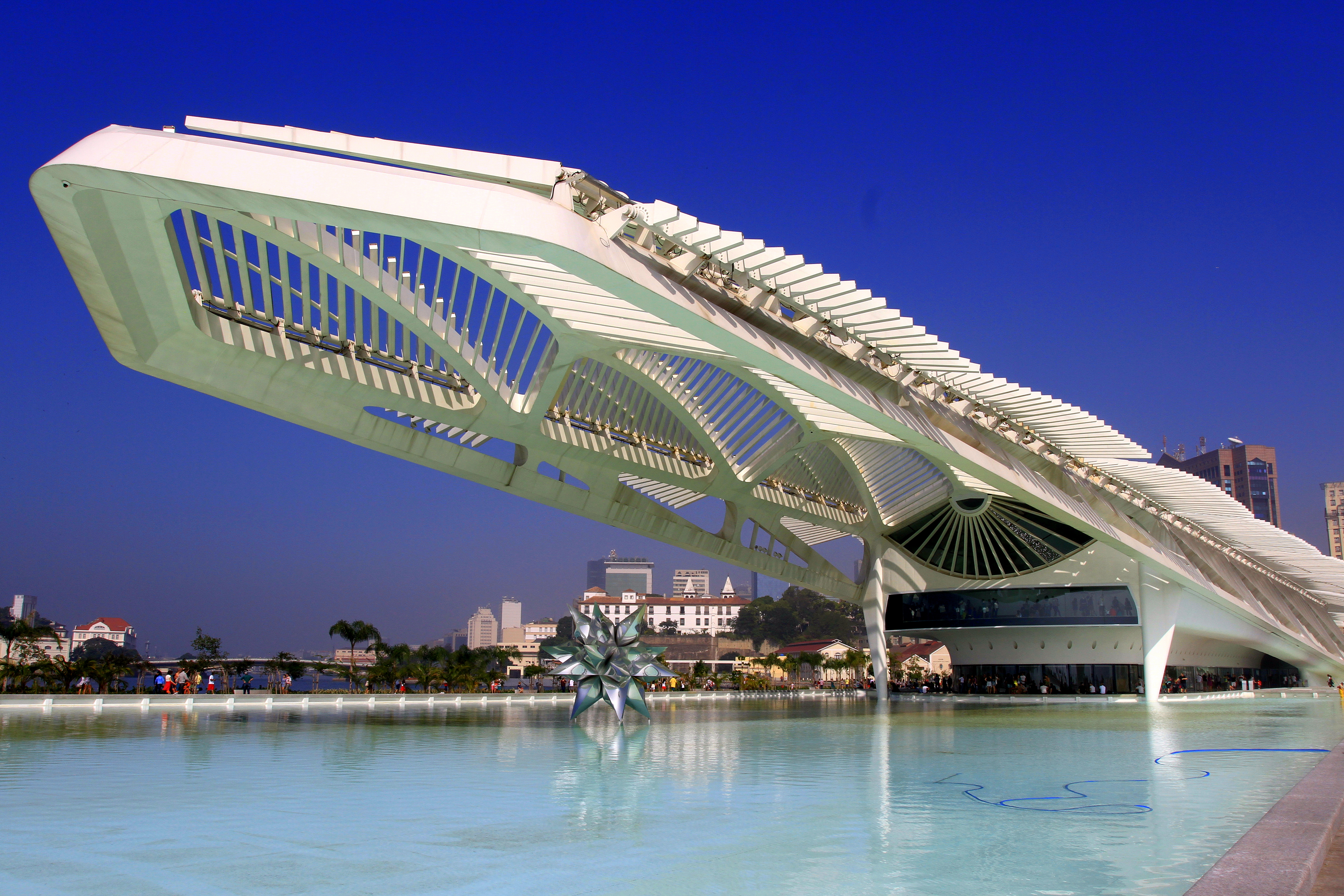
Museo del domani

Nel corso della sua carriera, Santiago Calatrava ha sviluppato un approccio progettuale in continua evoluzione nell’utilizzo del calcestruzzo, impiegandolo non solo come materiale strutturale, ma anche come mezzo espressivo. L’evoluzione dell’uso del calcestruzzo nei suoi progetti riflette una crescente consapevolezza delle possibilità offerte dalle tecniche costruttive, che spaziano dal getto in opera alle più sofisticate forme di prefabbricazione e precompressione..
In una prima fase, Calatrava privilegia il calcestruzzo armato gettato in opera, sfruttandone la plasticità per modellare strutture fluide e complesse, in grado di coniugare funzionalità e qualità scultorea. Questo approccio è evidente in opere come la Stazione di Stadelhofen a Zurigo (1983–1990), dove il materiale viene lasciato a vista e modellato in forme organiche che richiamano la morfologia naturale.
Successivamente, il suo linguaggio formale si affina e si accompagna a una maggiore sperimentazione tecnica. Progetti come l’Auditorium di Tenerife (1997–2003) segnano il passaggio a un uso più avanzato del calcestruzzo, spinto ai limiti della sua plasticità tramite getti complessi e continui, capaci di generare forme ardite e superfici curve senza giunzioni evidenti. La precisione richiesta per realizzare queste geometrie comporta una maggiore attenzione alle modalità di posa e ai casseri utilizzati.
Con la Ciudad de las Artes y las Ciencias (1998–2009) e altri interventi di scala urbana, Calatrava introduce in maniera sistematica l’impiego del calcestruzzo prefabbricato e precompresso, sfruttando le possibilità offerte dalla produzione in stabilimento per ottenere elementi strutturali più sottili, leggeri e articolati. In questi progetti, l’uso di tecnologie di prefabbricazione avanzata consente una maggiore libertà compositiva e una più efficiente gestione del cantiere.
Nelle opere più recenti, come il Museu do Amanhã (2015), Calatrava adotta un approccio ibrido, integrando il calcestruzzo con materiali leggeri come l’acciaio e il vetro. Sebbene meno protagonista dal punto di vista plastico, il calcestruzzo rimane fondamentale come base strutturale, soprattutto nelle fondazioni e negli elementi portanti principali, a conferma della sua centralità anche in contesti dominati da un'estetica più tecnologica e trasparente.
Nel complesso, l’uso del calcestruzzo nell’opera di Santiago Calatrava si configura come una ricerca continua tra struttura e forma. L’evoluzione dall’uso tradizionale del calcestruzzo armato gettato in opera verso tecniche di prefabbricazione e precompressione testimonia un crescente interesse per le potenzialità tecniche del materiale, mantenendo costante l’integrazione tra esigenze strutturali, espressività formale e innovazione costruttiva.

## Maggiori opere

### Opere compiute

#### Ponti
- Ponte Alameda, Valencia (1991)
- Ponte dell'Alamillo, Siviglia (1992)
- Viadotto sull'autostrada A1 e sulla linea TAV, Reggio Emilia (2007)
- Ponte della Costituzione, Venezia (2008)
- Peace Bridge, Calgary (2012)
- Ponte pedonale di Petah Tikvah, Israele (2005)
- Puente de la Mujer, Buenos Aires (2001)
- Samuel Beckett Bridge, Dublino (2009)
- James Joyce Bridge, Dublino (2003)
- Ponte Bac de Roda, Barcellona (1987)
- Sundial Bridge, Redding, California (2004)
- Ponte delle corde all'ingresso di Gerusalemme, Israele (2008)
- Ponte San Francesco di Paola, Cosenza (2018)
- Trinity Bridge, Salford (1995)
- Margaret McDermott Bridge, Dallas (2017)
- Zubizuri, Bilbao (1997)
- Kronprinzenbrücke, Berlino (1996)
- Ponte Lusitania, Mérida (1991)

#### Stazioni

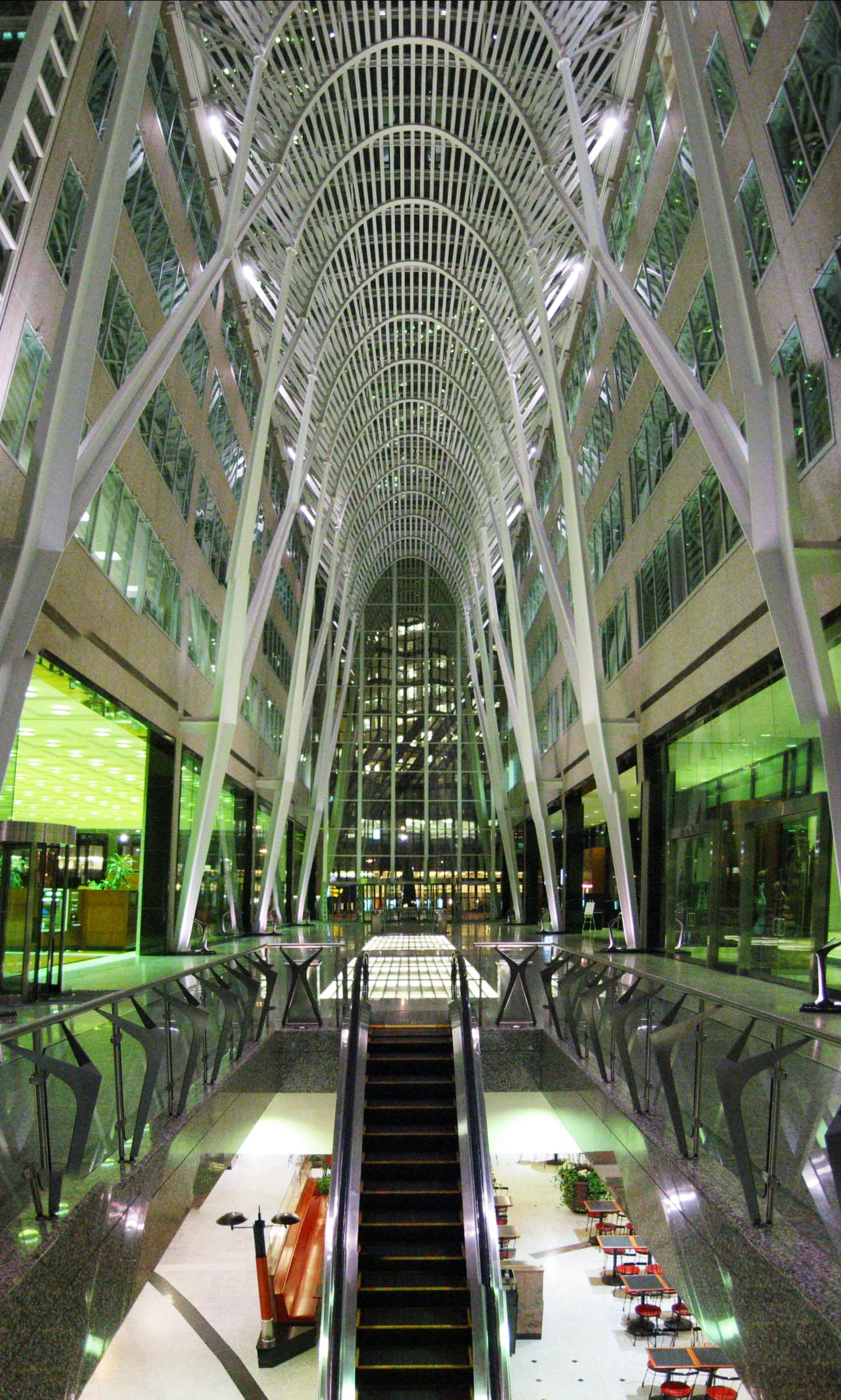
L'interno della BCE Place di Toronto illustra lo stile organico di Calatrava, con un soffitto a volta che ricorda un viale alberato

- Stazione di Reggio Emilia AV Mediopadana sulla linea Milano-Bologna ad alta velocità, Reggio Emilia (2013)
- Stazione di Zurigo Stadelhofen, Zurigo (1990)
- Stazione di San Gallo Marktplatz, San Gallo[11][12] (1983)
- Stazione di Lisbona Oriente, Lisbona (1998)
- Stazione di Lione Saint Exupéry TGV, Lione (1994)
- Stazione di Liegi Guillemins, Liegi (2009)
- World Trade Center Transportation Hub, New York (2016)

#### Aeroporti
- Nuovo terminal dell'aeroporto di Bilbao, Bilbao (2000)

#### Complessi
- Città delle arti e delle scienze, Valencia (1998–2009)
- Centro Internacional de Ferias y Congresos de Tenerife, Tenerife (1996)
- Complesso sportivo olimpico di Atene, Atene (2004)
- Galleria Allen Lambert, BCE Place, Toronto (1992)

#### Musei
- Museu do Amanhã, Rio de Janeiro (2015)
- Milwaukee Art Museum, Milwaukee (2001)Il Padiglione Quadracci del Milwaukee Art Museum

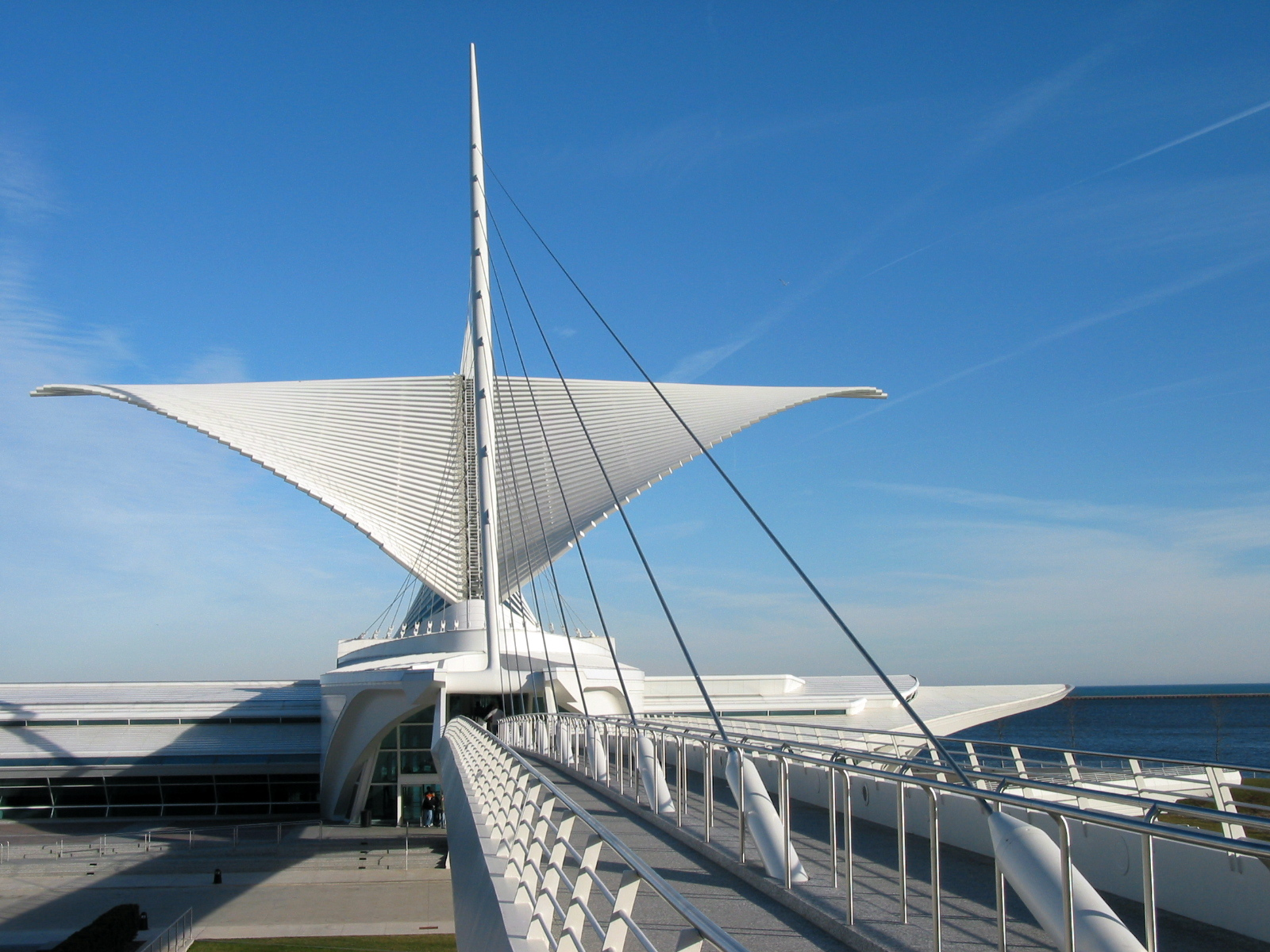
Il Padiglione Quadracci del Milwaukee Art Museum

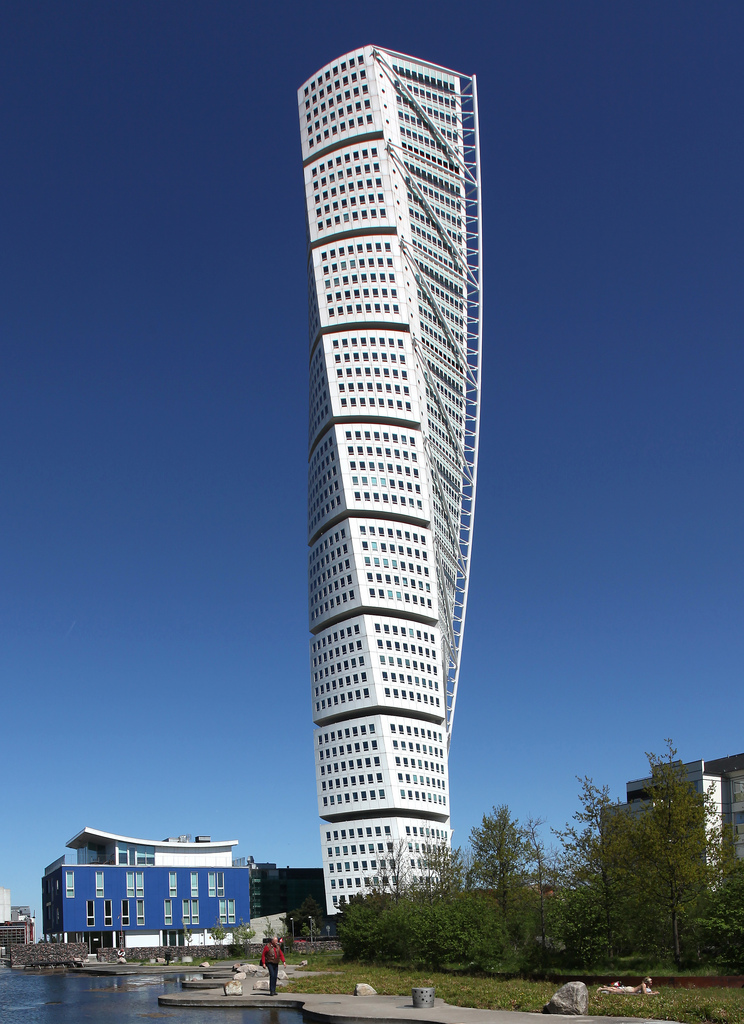
Il Turning Torso di Malmö, il grattacielo più alto della Svezia

#### Torri
- Torre de telecomunicaciones de Montjuïc, Barcellona (1992)
- Turning Torso, Malmö (2005)

### Teatri
- Auditorium di Tenerife, Santa Cruz de Tenerife (2003)
- Teatro Tabourettli, Basilea (1983)

### Monumenti
- Obelisco de la Caja, Madrid (2009)

### Biblioteche
- Biblioteca della facoltà di Giurisprudenza, Zurigo (1983)

### Altri edifici
- Palazzo di Oviedo, Oviedo (2011)
- Llotja de Sant Jordi, Alcoy (1992)

### In costruzione
- Atlanta Symphony Center, Atlanta (progetto sospeso)
- Città dello sport, Roma (cancellato)
- Marina d'Arechi, Salerno (progetto completato nel 2012 ma spesso associato ad altri architetti)
- Stazione di Mons, Mons (in costruzione, prevista apertura 2026)
- Dubai Creek Tower, Dubai (in costruzione, iniziato nel 2016)

## Critiche

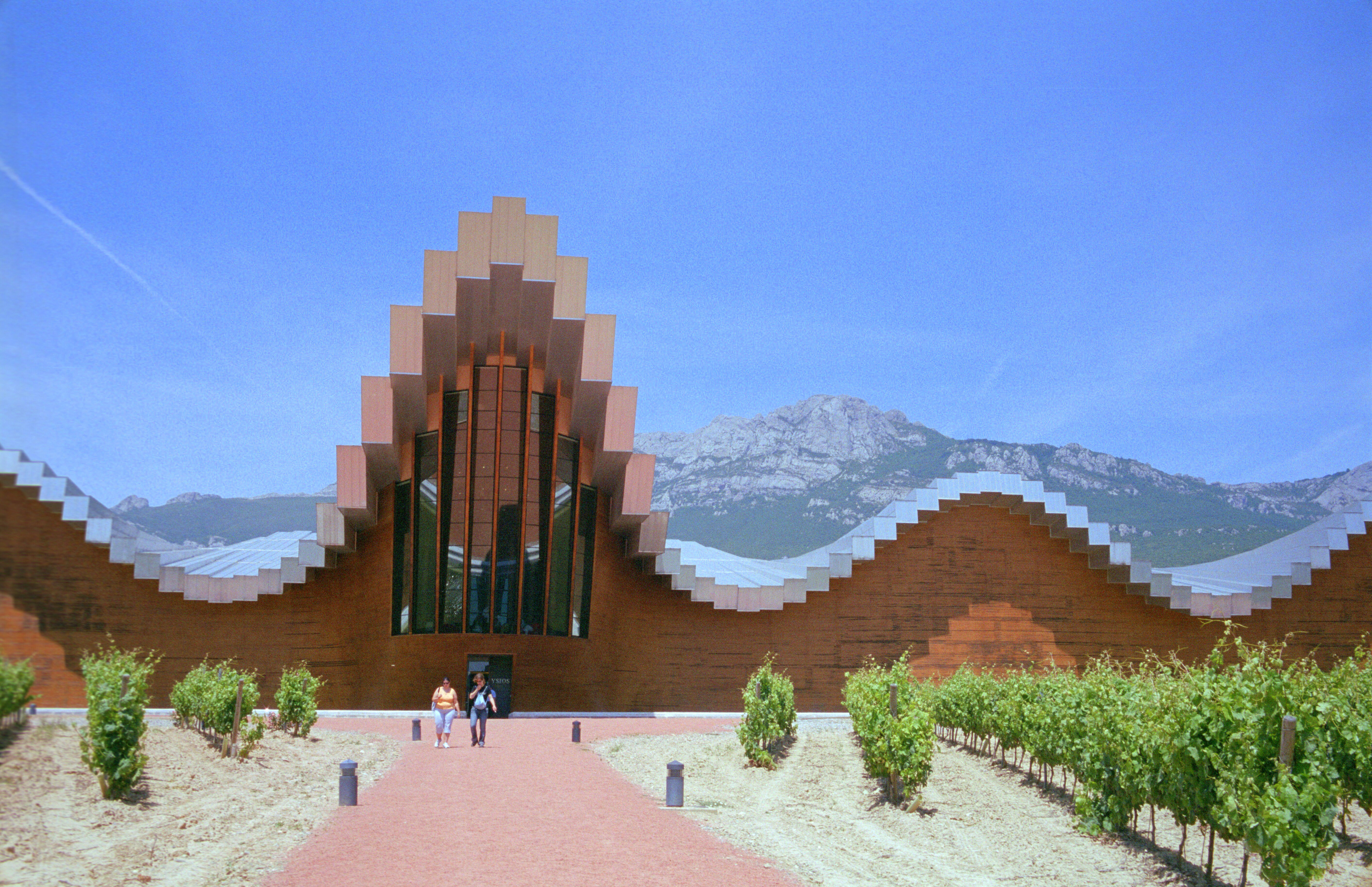
La Bodegas Ysios La Rioja Alavesa nei Paesi Baschi

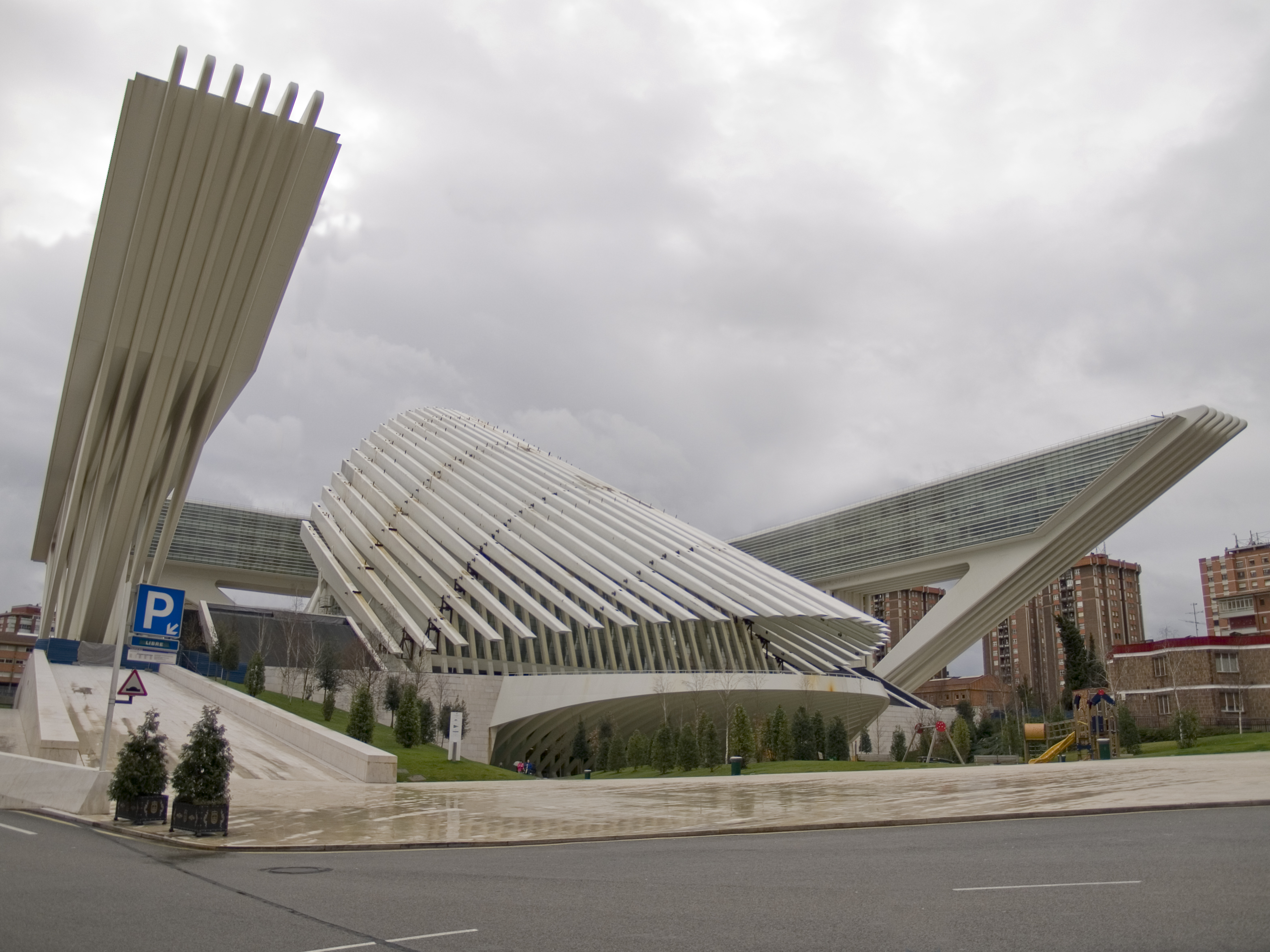
Vista del Palacio de Congresos ad Oviedo

I progetti di Calatrava sono stati spesso oggetto di critica per ritardi nella realizzazione e per eccessivi costi rispetto ai budget previsti. A Valencia la realizzazione della Ciutat de les Arts i les Ciències (la Città delle Arti e delle Scienze), commissionata nel 1996, è durata 21 anni e ha sforato di 587 milioni di euro il budget iniziale di 311 milioni di euro, con un incremento di oltre l’88%.
All'architetto era stata notificata una citazione con la richiesta di 3,8 milioni di euro per danni erariali per gli errori di progettazione del Ponte della Costituzione che collega piazzale Roma alla stazione Santa Lucia a Venezia, accuse cadute con una sentenza del 2015. Il proprietario di una cantina vinicola nei Paesi Baschi, La Bodegas Ysios, ha chiesto 2 milioni di euro di risarcimento per la ricostruzione del tetto dal quale entrava acqua.
Ad Oviedo, in Spagna, il Palacio de Congresos da lui progettato ha subito un crollo. Ad Haarlemmermeer, vicino ad Amsterdam, i costi per la costruzione di tre ponti sono quasi raddoppiati e milioni di manutenzione sono stati spesi dal 2004. A Bilbao dall'inaugurazione di un ponte di vetro 50 persone hanno già chiesto il risarcimento per danni causati dal fondo scivoloso.
Sempre a Bilbao nel progetto di un aeroporto, La Paloma, non è stata prevista la sala di attesa.
A Chicago il progetto di un ambizioso grattacielo, il Chicago Spire, è stato sospeso per problemi finanziari conseguenti la grande recessione. A Roma, la realizzazione della città dello sport di Torvergata prevista per i mondiali di nuoto del 2009 è rimasta incompiuta.

## Procedimenti giudiziari

### Negligenze nella costruzione del Ponte della Costituzione
Per la costruzione del Ponte della Costituzione, il 13 agosto 2019 la Corte dei Conti ha condannato Calatrava in appello – dopo averlo precedentemente assolto in primo grado – a pagare la somma di 78000 € in favore dell'Erario, essendo stato ritenuto responsabile di un aggravio dei costi dell'opera legati alla sottostimazione delle dimensioni di alcuni tubi (una «macroscopica negligenza», secondo i giudici contabili) nonché in relazione ai tempi di usura dei gradini, che sono stati sostituiti dopo soli 4 anni (piuttosto che dopo i 20 preventivati da Calatrava), in quanto fortemente danneggiati.
La Corte dei Conti ha sottolineato che si è trattato di una negligenza:

## Premi
- Medaglia d'oro 2005 AIA

## Riconoscimenti
- Nel 1993 laurea honoris causa presso il Politecnico di Valencia
- Nel 1994 laurea honoris causa presso le università di Siviglia ed Edimburgo
- Il 15 aprile 1999 ha ricevuto: